# Acacia suaresensis
Acacia suaresensis é uma espécie de leguminosa do gênero Acacia, pertencente à família Fabaceae.